# L'invasione - Marte attacca Terra
L'invasione - Marte attacca Terra (Destination Inner Space) è un film di fantascienza del 1966 diretto da Francis D. Lyon.

## Trama
Il comandante della Marina degli Stati Uniti, Wayne, è arrivato alla Topside, nave di supporto per il Sealab dell'Istituto civile di scienze marine, una struttura sul fondo dell'oceano. È lì perché è stato individuato un oggetto non identificato che gira intorno a Sealab. Il comandante Wayne scende con una campana subacquea fino a Sealab, dove incontra il suo direttore, il dottor LaSaltier e il biologo marino Dottor Rene Peron.
Durante l'arrivo del Comandante Wayne, un minisottomarino che trasporta il sommozzatore Hugh Maddox e la fotografa Sandra Welles si avvicina all'oggetto sommerso per fotografarlo chiaramente. L'oggetto sembra un enorme disco volante, di circa quindici metri di diametro.
All'interno del disco si apre una porticina triangolare e un braccio robotico spinge un cilindro racchiuso nel ghiaccio nell'area centrale del disco. Una lampada riscaldante è sospesa in alto. Il ghiaccio inizia a sciogliersi.
Hugh e Sandra portano il comandante Wayne al disco. All'interno di esso, il Comandante suggerisce che si tratti di un'astronave completamente automatizzata "mandata qui per studiare i nostri oceani". Egli stima che il disco abbia circa due dozzine di porte triangolari. Infine, il gruppo porta il misterioso cilindro a Sealab.
Gli scienziati di Sealab non riescono a determinare cosa sia il cilindro, ma Rene è allarmato dal fatto che stia crescendo rapidamente. Quando esso arriva a raddoppiare le sue dimensioni, inizia a emettere un suono ultrasonico penetrante. Il tecnico di laboratorio Tex fugge dal laboratorio, ma muore per gli effetti del suono. Il comandante Wayne e Hugh arrivano e trovano il laboratorio pieno di vapore. Indossano maschere antigas ed entrano con gli estintori per disperdere il vapore, solo per scoprire che il cilindro è scoppiato. Vengono immediatamente attaccati dal mostro che ne è uscito. Hugh e Wayne combattono per uscire dal laboratorio, dopodiché il mostro fugge nell'oceano. Nuota fino a Topside, uccide due membri dell'equipaggio, distrugge la radio della nave, i controlli della campana subacquea e la fornitura d'aria che Topside pompa fino a Sealab. Senza l'aria, il personale di Sealab può sopravvivere solo per dodici ore.
Il mostro rientra in Sealab. Wayne combatte contro di esso, ma la creatura scappa di nuovo nell'oceano. Il dottor James scopre che il mostro è portatore di una malattia non identificabile. Il Comandante teme che un gran numero di persone morirà se emergeranno altri mostri che portano "la peste": decide, quindi, di uccidere il mostro e distruggere il disco volante.
Wayne attira il mostro in una trappola che ha costruito: diversi fucili subacquei si azionano quando la creatura fa scattare i fili. Il mostro entra nella trappola e viene ferito, ma riesce di nuovo a scappare. Il Comandante, Hugh ed Ellis lo inseguono, lo catturano, lo riportano a Sealab e lo sedano in modo che possa essere portato al Marine Institute per essere studiato.
Hugh e Wayne salgono sulla Topside per raccogliere la dinamite utile a distruggere il disco volante, quindi tornano a Sealab per rifornimenti aggiuntivi. Nel frattempo, all'interno del disco, si apre una seconda porta triangolare e un altro cilindro viene spinto fuori.
Wayne, Sandra e Hugh tornano al disco volante. Prima che possano arrivarci, il mostro scappa ancora una volta e nuota verso il disco volante, arrivando proprio mentre i tre umani stanno caricando la dinamite. Il mostro attacca, ma Hugh lo tiene a bada, permettendo a Wayne e Sandra di fuggire, poi muore nell'esplosione che cancella il disco volante e uccide il mostro.
Quando tutte le apparecchiature diventano operative, il comandante Wayne si prepara a partire. Prima di farlo, dice che LaSaltier deve fornire un rapporto verbale sull'incidente al presidente. LaSaltier ribatte che non ha nulla da riferire poiché non hanno imparato nulla con il mostro morto e il disco volante distrutto, ma il Comandante afferma che hanno dimostrato che la vita esiste su altri pianeti e che dobbiamo imparare a comunicare con gli extraterrestri. LaSaltier è d'accordo e dice che è quello che dirà al presidente.

## Produzione
I primi due film della United Picture Corporation, Il castello del male e L'invasione - Marte attacca Terra, sono stati girati uno dopo l'altro in soli quattordici giorni. Francis D. Lyon in seguito scrisse: "Non consiglio questo approccio frettoloso, perché la qualità ne risente".
Le riprese principali di L'invasione - Marte attacca Terra iniziarono il 17 novembre 1965 al Producers Studio di Los Angeles. La sua produzione è stata finanziata in parte dal fatto di essere stata concessa in licenza in anticipo a quarantaquattro stazioni televisive dalla Television Enterprises Corporation (TEC). Faceva parte di un pacchetto cinematografico che generava costi di licenza per TEC da $ 5 milioni a $ 5,5 milioni. Lo stesso pacchetto di film è stato successivamente venduto alla CBS a un prezzo non specificato.
Il film è stato il primo della nota attrice Sheree North in quasi un decennio. Dopo aver recitato in numerosi lungometraggi, aveva lavorato a lungo in TV e sul palcoscenico, ma non era apparsa in un film da Mardi Gras (1958).
La colonna sonora del film è di Paul Dunlap, che ha composto la musica per numerosi film di fantascienza, tra cui I Was a Teenage Werewolf (1957), La strage di Frankenstein (1957) e Marte distruggerà la Terra (1959). Tuttavia, il critico cinematografico Bruce Elder si riferisce alla musica di L'invasione - Marte attacca Terra come "un lavoro per lo più ereditato" da Marte distruggerà la Terra.

## Pubblicazione
Il film è uscito nelle sale degli Stati Uniti nel maggio 1966 in doppia programmazione con Frozen Alive (1964); i suoi diritti di trasmissione sono stati pre-venduti alla televisione in modo che parte del contributo potesse essere utilizzato per finanziare la produzione del film.

### Altri Media
Il film è stato distribuito in DVD nel 2011.

## Accoglienza
Nel suo libro A Pictorial History of Science Fiction Films, l'autore Jeff Rovin definisce il film "a basso budget ma intrigante" e osserva che "ha interpretazioni mediocri, ma crea un'aura di suspense" e "sebbene sia un composto di quasi tutti i film sugli invasori dallo spazio, offre novanta minuti di intrattenimento frenetico". La sua valutazione finale è: "Il basso budget e le recitazioni nella media non impediscono al regista Francis Lyon di fornire un intrattenimento di prim'ordine. Niente di profondo; solo divertimento".